# Richard de Molise
Richard de Mandra a fost un nobil normand din Regatul Siciliei, numit conte de Molise și cancelar de către regina Margareta de Navarra, soția regelui Guillaume I "cel Rău". 
În 1157, pe când era conetabil al contelui Robert al III-lea de Loritello, Richard a fost capturat de către regele Guillaume I al Siciliei. El s-a alăturat conspirației inițiate de Matei Bonnello în 1161, însă atunci când Simon de Taranto și Tancred de Lecce au luat cu asalt palatul regal arestându-l pe regele Guillaume I, Richard s-a opus cu trupul său tentativei de asasinare a monarhului, salvându-i acestuia viața. Pentru acest act, el avea să fie recompensat atunci când răscoala a eșuat. La moartea lui Guillaume din 1166, regina Margareta de Navarra a preluat regența în numele fiului ei minor, Guillaume al II-lea. Aceasta i-a conferit lui Richard vechiul și importantul comitat de Molise, precum și funcția de cancelar, considerându-l om de încredere față de familia regală.
În 1167, Richard a fost acuzat că ar avea o relație cu regina, care s-ar fi îmndrăgostit de el. Totuși, aceste zvonuri au fost se pare lansate de către inamicii săi, cu scopul de a-l face pe fratele reginei, contele Henric de Montescaglioso, să intre în acțiune împotriva lui Richard. În orice caz, în același an, regenta Margareta l-a înlocuit din poziția de cancelar cu Ștefan de Perche.
În 1168, Bohemund de Tarsia l-a acuzat pe Richard de conspirație împotriva noului cancelar. A fost stabilit să aibă loc un duel între cei doi, când contele Robert de Caserta a înaintat o a doua acuzație. Potrivit acesteia, se invoca faptul că orașul Mandra din Apulia, printre altele, fusese atașat coroanei siciliene în mod nelegal. Un juriu al nobililor a fost întrunit, găsindu-l pe Richard vinovat de ilegalitatea de a fi preluat terenuri după plecarea caid'-ului Petru. Ca urmare, el a fost deposedat de toate pământurile, iar când s-a adresat cu o plângere regelui, a fost arestat. Se poate ca întregul proces să fi fost instrumentat de către contele Gilbert de Gravina, un adversar politic al lui Richard. 